# Gerhard Bielig
Gerhard Bielig foi um oficial da Kriegsmarine durante a Segunda Guerra Mundial, chegando a patente de Kapitänleutnant (Ing.) e foi condecorado com a Cruz de Cavaleiro a Cruz de Ferro.

## História
Gerhard Bielig iniciou a sua carreira na marinha alemã em Abril de 1934. A partir do mês de Outubro de 1937 foi enviado para a força U-Boat onde permaneceu até o final da guerra.
Na sua carreira militar, serviu em três U-boats permanecendo mais de 650 dias no oceano em patrulhas de combate. Ele conseguiu salvar o seu U-boat por três vezes devido a avarias que este havia sofrido em decorrência de combates e ataques inimigo tendo por estes feitos recebido a Cruz de Cavaleiro da Cruz de Ferro no dia 10 de Fevereiro de 1943.
Após deixar o U-177 ele serviu como instrutor na 2nd ULD e a partir de Dezembro de 1944 na Agru-Front (Grupo de Treinamento Técnico para U-boats).

## Condecorações
- 23 de novembro de 1939 : Cruz de Ferro 2ª Classe
- 17 de outubro de 1939 : Ubootskriegsabzeichen 1939
- 21 de outubro de 1940 : Cruz de Ferro 1ª Classe
- 9 de dezembro de 1941 : Cruz Germânica em Ouro[1]
- 10 de fevereiro de 1943 : Cruz de Cavaleiro da Cruz de Ferro[1]
- 10 de outubro de 1944 : U-Boots-Frontspange em Bronze[1]

## Patentes
- 26 de setembro de 1934: Seekadett
- 1 de julho de 1935: Fähnrich (Ing.)
- 1 de janeiro de 1937: Oberfähnrich (Ing.)
- 1 de abril de 1937: Leutnant (Ing.)
- 1 de abril de 1939: Oberleutnant (Ing.)
- 1 de outubro de 1941: Kapitänleutnant (Ing.)[1]

## Carreira em U-Boat
| U-20  | IIB  | LI; 8 patrulhas, 101 dias | 01.38 - 03.40 |
| U-103 | IXB  | LI; 5 patrulhas, 253 dias | 07.40 - 12.41 |
| U-177 | IXD2 | LI; 2 patrulhas, 310 dias | 03.42 - 10.43 |

(LI é um oficial de engenharia, não é comandante de U-boat)